# Rückeroberung Irlands
Bischofskriege – Schottischer Bürgerkrieg – Irische Konföderationskriege – Rückeroberung Irlands – Englischer Bürgerkrieg
Die Rückeroberung Irlands begann 1649, als Oliver Cromwell mit seiner New Model Army im Namen des Langen Parlaments das von irischen Konföderierten und englischen Royalisten kontrollierte Irland erreichte. Seit der Rebellion von 1641 befand sich Irland zum größten Teil unter der Kontrolle der Konföderation Irland, die 1649 mit der englisch-royalistischen Partei eine Allianz geschlossen hatte, die im englischen Bürgerkrieg unterlegen war. Cromwell besiegte die Koalition aus Konföderation und Royalisten in Irland, besetzte die Insel und beendete damit die Irischen Konföderationskriege.
Diese erneute Eroberung Irlands ging äußerst brutal vonstatten – viele der damaligen Taten von Cromwell würden heute als Kriegsverbrechen angesehen, waren zur damaligen Zeit meist aber im Rahmen der üblichen Regeln des Kriegs. Diese Episode irischer Geschichte wird in der irischen Sprache mit An Mallacht Cromail („Der Fluch von Cromwell“) bezeichnet.

## Hintergrund
Das englische Parlament, das siegreich aus dem englischen Bürgerkrieg hervorgegangen war, hatte mehrere Gründe, eine Armee nach Irland zu entsenden. Der erste – und wichtigste – Grund war die geschlossene Allianz zwischen der Konföderation Irland und den englischen Royalisten um Karl II., den Sohn des hingerichteten Karl I. Ziel der Allianz war die Invasion Englands, um dort die Monarchie wiederherzustellen. Auch wenn die Konföderation keine Allianz mit den Royalisten geschlossen hätte, ist es wahrscheinlich, dass das englische Parlament trotzdem versucht hätte Irland zurückzuerobern. Irland galt als integraler Bestandteil des ehemaligen englischen Königreichs, das jetzt Republik war. Zusätzlich wollten viele englische Parlamentarier eine Wiedergutmachung für die Massaker, die im Rahmen der Rebellion 1641 an englischen Siedlern begangen worden waren. Ein weiterer wichtiger Grund für die Eroberung war die Tatsache, dass der englische Bürgerkrieg teilweise mit Darlehen finanziert worden war, deren Darlehensgeber mit enteigneten Ländereien auf der irischen Insel ausgezahlt werden sollten.

## Cromwell in Irland
Nach dem Ende der Konföderation Irland im Jahr 1649 war das einzige von Anhängern des Parlaments kontrollierte Gebiet die Stadt Dublin unter dem Kommando von Michael Jones. Um auch dieses Gebiet zu erobern und den Parlamentariern einen wichtigen Hafen zu nehmen, versammelten sich die Truppen der Konföderation und der Royalisten unter dem Kommando von James Butler, 1. Duke of Ormonde südlich von Dublin in der Stadt Rathmines.
Doch Jones unternahm am 2. August einen Überraschungsangriff gegen die Allianz, was schließlich in der Schlacht von Rathmines endete. Rund 3.000 Royalisten und konföderierte Soldaten wurden im Laufe dieser Auseinandersetzung getötet. Cromwell nannte diese Schlacht einen erstaunlichen Segen, da er dadurch einen Hafen (Dublin) behielt, an dem er mit seinen Truppen anlanden konnte. Während Admiral Robert Blake die Flotte der Royalisten unter Prinz Ruprecht von der Pfalz nahe Kinsale blockierte, erreichte Cromwell am 15. August mit 35 Schiffen Irland – voll beladen mit Soldaten, Waffen, Artillerie und Munition. Zwei Tage später erreichte Henry Ireton mit weiteren 77 Schiffen die irische Insel.
Die Truppen von James Butler zogen sich aus dem Gebiet um Dublin zurück – demoralisiert von der unerwarteten Niederlage bei Rathmines. Butler hoffte, die befestigten Städte an der Ostküste Irlands bis zum Winter gegen Cromwell verteidigen zu können, und hoffte weiterhin darauf, dass dann Colonel Hunger and Major Sickness (Hunger und Krankheiten) die Reihen der Gegner lichten würden.

## Die Belagerung von Drogheda
Nach der Landung ging Cromwell direkt dazu über, die übrigen Hafenstädte an Irlands Ostküste zu erobern, um so eine wirksame Versorgung seiner Truppen von England zu sichern. Die erste Stadt auf seinem Streifzug war im September Drogheda, knapp 50 km nördlich von Dublin. In Drogheda befand sich ein Regiment von 3.000 englischen Royalisten unter dem Kommando von Arthur Aston. Nach kurzer Belagerung stürmten Cromwells Truppen die Stadt und massakrierten einen Großteil der Garnison, katholische Priester und einige Zivilisten. Arthur Aston wurde mit seinem eigenen Holzbein totgeprügelt. Das Massaker von Drogheda löste eine Welle der Bestürzung in Irland aus und gilt noch heute als Beispiel von Cromwells extremer Grausamkeit – auch wenn ein solches Vorgehen im 17. Jahrhundert durchaus nicht unüblich war. Nach dem Fall von Drogheda schickte Cromwell 5.000 Soldaten unter Robert Venables nach Norden, um in Ulster die Restposten einer schottischen Covenanter-Armee zu zerschlagen, die dort 1642 eingetroffen war. Diese Parlamentarier-Armee wurde von einer Truppe englischer Siedler aus Derry unterstützt, die von Charles Coote angeführt wurde.

## Wexford, Waterford und Duncannon

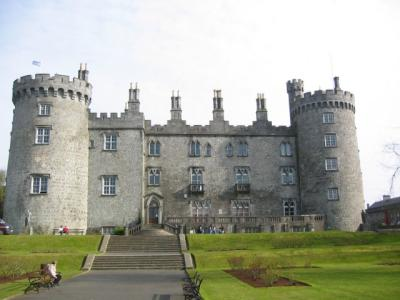
Kilkenny Castle

Der Rest der New Model Army marschierte nach Süden, um die Häfen von Wexford, Waterford und Duncannon bei Passage East zu erobern. Nach kurzer Belagerung im Oktober konnten Cromwells Truppen auch Wexford einnehmen, wo die Truppen ein weiteres Massaker verübten, als seine Armee in die Stadt eindrang, obwohl gerade Verhandlungen über deren Kapitulation erfolgten.
Unabhängig davon, ob Cromwell die Zerstörung der Stadt geduldet hatte oder sie nicht aufhalten konnte, war diese Tat unsinnig, denn sie bedeutete, dass Cromwell den zerstörten Hafen nicht mehr für Nachschublieferungen nutzen konnte.
Während diese Gräueltaten einige Städte wie New Ross, Carlow oder Kilkenny dazu veranlassten, zügig zu kapitulieren, leisteten andere Städte wie Waterford oder Duncannon (später auch Clonmel, Limerick und Galway) umso heftigeren Widerstand. Aufgrund des nahenden Winters gelang es Cromwell im Jahr 1649 nicht mehr, Waterford und Duncannon zu erobern. Seine Truppen mussten sich in Winterquartiere zurückziehen, wo viele von ihnen an Krankheiten und Seuchen starben – speziell an Typhus und Ruhr. Erst nach Wiederaufnahme der Belagerungen im Sommer des folgenden Jahres kapitulierten auch diese Städte.

## Clonmel und die Eroberung von Munster

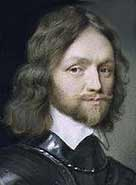
Henry Ireton, Nachfolger Cromwells in Irland

Zu Beginn des Frühlings wandte sich Cromwell wieder den restlichen Städten im Südosten Irlands zu. Während Kilkenny – bis vor kurzem noch Hauptstadt der Konföderation Irland – schnell kapitulierte, erlitten Cromwells Truppen im April 1650 in Clonmel den einzigen schwereren Rückschlag, als er Verluste von ca. 1.500 bis 2.500 Mann hinnehmen musste.
Doch während Cromwell bei seinen bisherigen Belagerungen äußerst brutal vorging, änderte er bereits in Kilkenny sein Vorgehen und akzeptierte sogar Bedingungen der kapitulierten Städte – einschließlich der Garantie, dass keine Zivilisten getötet, kein Privatbesitz zerstört und die verteidigenden Truppen evakuiert werden würden. Dieses neue Vorgehen könnte aus der Tatsache entstanden sein, dass weitere Gräueltaten den irischen Widerstand nur noch weiter anheizen würden.
Butlers Royalisten besetzten zu dieser Zeit noch einen Großteil von Munster, wurden jedoch von einer Meuterei in der eigenen Garnison in Cork überrascht. Die dortigen Truppen hatten bis 1648 für die Parlamentarier gekämpft, waren dann aber zu der Allianz der Konföderation übergewechselt. Durch die Meuterei wechselten sie wieder die Seiten und übergaben damit quasi kampflos einen Großteil von Munster an Cromwell. Bei der Schlacht von Macroom wurden die letzten irischen Garnisonen dieser Gegend besiegt, was die Allianz dazu veranlasste, sich über den Fluss Shannon nach Connaught zurückzuziehen.
Im Mai 1650 widerrief Karl II. die von seinem Vater (Karl I.) geschaffene Allianz mit der (ehemaligen) irischen Konföderation, um sich durch den Vertrag von Breda mit den schottischen Covenanters zusammenzuschließen. Dies unterminierte die Position von Butler als Anführer der Royalisten in Irland total, worauf Cromwell großzügige Zugeständnisse für alle protestantischen Royalisten veröffentlichte, die kapitulierten oder ebenfalls die Seiten wechselten. Dies führte dazu, dass schließlich fast nur noch irische (katholische) Einheiten als Gegner für Cromwell übrigblieben. Unter diesen wurde nun diskutiert, vor allem vom Klerus, warum man Butlers Anführerschaft noch anerkennen sollte, wenn dessen König die Allianz aufgehoben hatte.
Cromwell verließ im Mai 1650 Irland, um im 3. englischen Bürgerkrieg gegen die neue schottisch-royalistische Allianz zu kämpfen. Er übergab das Kommando an Henry Ireton.

## Die Zerstörung der Armee in Ulster
Die größte irische Streitmacht zu dieser Zeit war die 6.000 Mann starke Armee von Ulster, die, bis zu dessen Tod 1649, von Owen Roe O’Neill kommandiert wurde, dessen Nachfolger der militärisch unerfahrene katholische Bischof von Clogher Heber MacMahon war. Bei der Schlacht von Scarrifholis kamen 4.000 dieser Soldaten ums Leben und die meisten Offiziere waren darin gefallen oder wurden gefangen genommen und anschließend hingerichtet. Dieser Verlust sicherte für die parlamentarischen Truppen den Zugang zur Provinz Ulster. Die protestantische Armee unter Charles Coote begab sich daraufhin nach Südwesten, um die Westküste der irischen Insel unter Kontrolle zu bringen.

## Die Belagerungen von Limerick und Galway

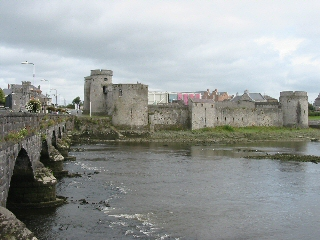
King John’s Castle und die Thomond-Brücke, Limerick.

James Butler, vollkommen demoralisiert von den andauernden Niederlagen, floh im Dezember 1650 schließlich nach Frankreich und wurde durch den Adligen Ulick Burke, 1. Marquess of Clanricarde ersetzt. Die übrigen irischen und royalistischen Einheiten hatten sich großteils westlich des Flusses Shannon zurückgezogen und setzten ihre letzte Hoffnung in die Verteidigung der extrem stark befestigten Städte Limerick und Galway. Während Ireton und seine Armee im Juni 1651 damit begannen, Limerick zu belagern, taten Coote und seine Männer ab August das gleiche in Galway. Aufgrund der hervorragenden Verteidigungsanlagen war es beiden nicht möglich, die Städte, wie bisher, einzunehmen bzw. zu stürmen. Stattdessen blockierten beide sämtliche Zugangswege zu den Städten, so dass letztendlich Hunger und Krankheiten zur Kapitulation von Limerick (Oktober 1651) und Galway (Mai 1652) führten. Ein irischer Versuch, die Belagerung der Stadt Limerick vom Süden her aufzuheben, scheiterte im Juli 1651 bei der Schlacht von Knocknaclashy. Neben den irischen Verlusten in der Stadt durch Krankheiten und Seuchen starben auch bei den belagernden englischen Truppen tausende Soldaten – einschließlich Ireton.

## Guerilla, Hungersnot und Seuchen

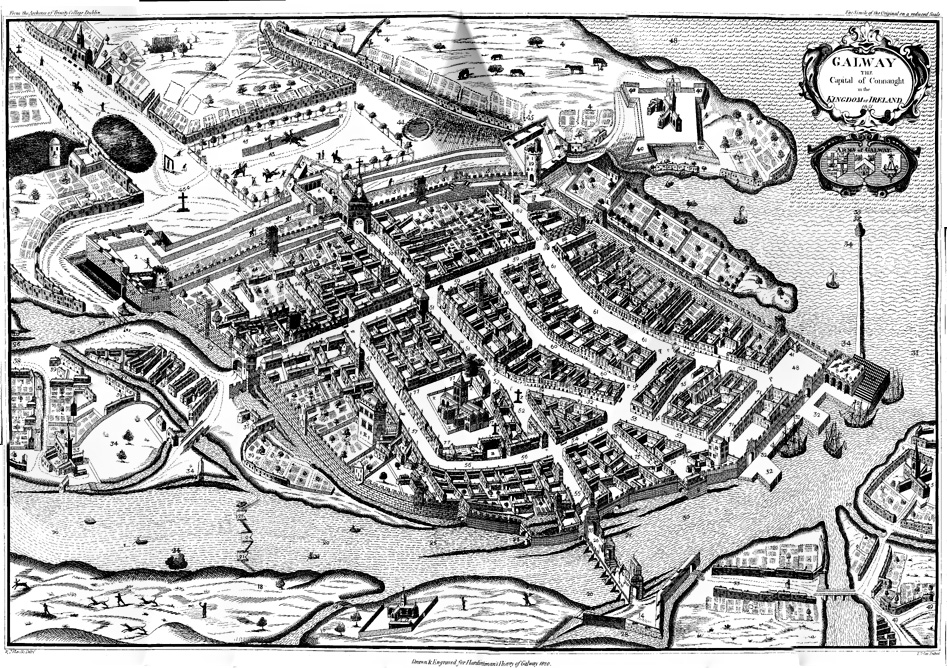
Die stark befestigte Stadt Galway im 17. Jahrhundert.

Der Fall von Galway bedeutete das Ende des organisierten Widerstands gegen die englischen Eroberer, doch viele übrig gebliebene kleine Gruppen zogen sich in unwegsames Gelände zurück, um mit Guerilla-Taktiken die parlamentarischen Truppen zu attackieren.
Tatsächlich begannen diese Übergriffe bereits im späten Jahr 1650. Gegen Ende 1651, trotz der Niederlage der irischen und royalistischen Truppen, kämpften noch geschätzte 30.000 bewaffnete Männer gegen die Besatzer. Diese Kämpfer nannte man „tories“, was vom irischen Wort toraidhe („Verfolgter“) abstammte. Sie operierten von schwer zugänglichem Gelände wie z. B. Moorgebieten, den Wicklow Mountains und den Drumlin-Gebieten in den irischen Midlands und bereits nach wenigen Monaten waren diese Gebiete für kleinere parlamentarische Truppen extrem gefährlich. Ende 1650 versuchte Ireton in den Wicklow Mountains die Tories zu vertreiben – allerdings erfolglos. Anfang 1651 wagte sich kaum ein englischer Konvoy ohne starken Begleitschutz mehr als 3–4 Kilometer von einer eigenen Basis weg. Im Gegenzug zerstörten die englischen Truppen ebenfalls ganze Ernten und bestraften sämtliche Zivilisten, die in Verdacht standen, den Rebellen zu helfen. Resultat dieser fast landesweiten Zerstörung von Feldern und Ernten war eine Hungersnot und der verbreitete Ausbruch von Beulenpest.
Mit Fortschreiten des Guerilla-Kampfes wurden gefährliche Gebiete im April 1651 wie heutige Free Fire Zones behandelt, d. h. Gebiete, in denen jede unidentifizierte Person als Feind angesehen und erschossen oder gefangen genommen wird (ohne Rücksprache mit den Offizieren). Weiterhin begann man damit, Kriegsgefangene als Sklaven an die Westindischen Inseln zu verkaufen, insbesondere nach Barbados, wo deren Nachkommen als „Redlegs“ (Rotbeine) bezeichnet wurden.
Diese Phase des Krieges war diejenige, die am meisten Zivilisten das Leben kostete. Die Kombination aus Krieg, Hungersnot und Seuchen führte dazu, dass lt. William Petty, einem Engländer, der die erste wissenschaftliche Landvermessung und Volkszählung durchführte (Down Sorvey), zwischen 400.000 und 620.000 Menschen in Irland von 1641 bis 1653 umgekommen sind. Heutzutage geht man von einer geringeren Zahl aus, aber auch aktuelle Schätzungen sprechen von mindestens 200.000 Toten, in einem Land mit gerade einmal 1,5 Millionen Einwohnern.
Letztendlich endete der Guerilla-Kampf 1652 mit der Veröffentlichung von Kapitulationsbedingungen, die es den irischen Rebellen straffrei erlaubte das Land zu verlassen, um anderen Armeen beizutreten, die sich nicht im Krieg mit England befanden. Die größten Guerilla-Truppen unter John Fitzpatrick (in Leinster), Edmund O’Dwyer (in Munster) und Edmund Daly (in Connaught) ergaben sich 1652. Man geht davon aus, dass trotzdem noch ca. 11.000 Rebellen über die ganze Insel verteilt waren. Die letzte organisierte Rebelleneinheit kapitulierte am 27. April 1653 bei Cloughoughter in der Grafschaft Cavan.
Die Eroberung Irlands festigte die englischen Plantations in Irland, speziell in Ulster und löschte die Klasse der irischen Landbesitzer aus. Nach der Eroberung war es irischen Katholiken nicht erlaubt, Staatsbürger des britischen Staates zu werden. Der Feldzug Cromwells und die Plantations führten allerdings auch zu einer Festigung des irischen Nationalismus.